# La Clotte
La Clotte is een gemeente in het Franse departement Charente-Maritime (regio Nouvelle-Aquitaine) en telt 499 inwoners (2004). De plaats maakt deel uit van het arrondissement Jonzac.

## Geografie
De oppervlakte van La Clotte bedraagt 17,6 km², de bevolkingsdichtheid is 28,4 inwoners per km².
De onderstaande kaart toont de ligging van La Clotte met de belangrijkste infrastructuur en aangrenzende gemeenten.

## Demografie
Onderstaande figuur toont het verloop van het inwonertal (bron: INSEE-tellingen).